# Château de Lochstädt
Le château de Lochstädt (ou de Lochstedt, en allemand Burg Lochstädt) est un château fort, aujourd’hui disparu, situé dans les environs de Pavlovo (ex-Lochstädt) en Russie baltique, autrefois en province de Prusse-Orientale, qui fut construit par les chevaliers teutoniques.

## Historique
Le château de Lochstädt a été construit par les chevaliers teutoniques pour surveiller la lagune de la Vistule, comme le château de Balga. Ils le construisent d’abord en bois en 1270, à côté d’une ancienne localité borusse, Luxete, puis rapidement le château est construit en pierres de 1275 à 1285. L’aile sud, avec la chapelle, est la partie la plus ancienne. Une avant-salle se trouve à l’ouest avec un peu plus loin le réfectoire des chevaliers, ou Remter. L’aile ouest abrite des salles voûtées de style gothique tardif.

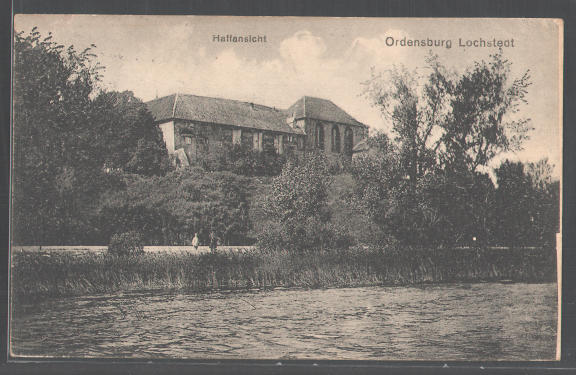
Le château de Lochstädt vers 1900

Löchstadt était le siège d’un Pfleger de la commanderie de Königsberg qui surveillait le commerce de l’ambre. Heinrich von Plauen fut l’un de ses chefs les plus fameux. Le château est pris par les Suédois en 1626. Les ailes nord et sud sont abattues en 1701 et 1702, ainsi qu’une partie du donjon, qui servent de matériau de construction pour la forteresse de Pillau.
Le général de Saint-Hilaire y cantonne ses troupes pendant les guerres napoléoniennes de 1807 à 1809. Le château sert d’école et de logement de fonctionnaires à la fin du XIXe siècle. C’est en 1937 que commencent des travaux de restauration, d’après les études et les dessins du défunt Conrad Steinbrecht (1849-1923).
La zone est le théâtre de combats sanglants entre février et avril 1945, au moment de l’encerclement d’Heiligenbeil et de la bataille de Königsberg. Le château est presque détruit. Il ne reste qu’une partie de l’aile sud. Les ruines du château sont finalement démolies dans les années 1960, après sept cents ans d’existence.